# گسل شمال تهران
گسل شمال تهران بزرگ‌ترین گسل تهران است که در جنوب دامنهٔ رشته‌کوه البرز و در شمال شهر تهران قرار دارد. این گسل از لشکرک و سوهانک آغاز شده تا فرحزاد و حصارک و از آن‌جا به سمت غرب امتداد یافته‌است. این گسل در مسیر خود، نیاوران، تجریش، زعفرانیه، الهیه و فرمانیه و سعادت‌آباد و دره پونک را در بر می‌گیرد.
در گستره تهران، گسل‌های کوچک و بزرگ بسیاری وجود دارد که به‌طور عمده ردیف‌های رسوبی ترشیاری و کواترنری را بریده و جابه‌جا کرده‌اند. یکی از عمده‌ترین این گسل‌ها، پهنه گسلی شمال تهران است که با راستای شرقی–غربی در شمال تهران و میان کوه و کوهپایه قرار دارد. این گسل با درازای ۱۰۸ کیلومتر از لواسان و نیکنام‌ده (شمال‌شرقی تهران) تا غرب ولیان (غرب کرج) ادامه دارد که کمی به سمت جنوب خمیدگی داشته و شیب آن به سمت شمال است. مقدار شیب گسل در نواحی مختلف متفاوت بوده و بین ۱۰ تا ۸۰ درجه اندازه‌گیری شده‌است. بهترین اثر گسل در دره کن گزارش شده‌است. در این محل، توفیت‌های سازند کرج به‌عنوان فرادیواره بر روی فرودیواره‌ای از سازند هزاردره رانده شده‌اند. در شرق دره کن، نهشته‌های تراورتن در طول بخشی از گسل رخنمون پیدا کرده‌اند.
جنبش‌های گسل شمال تهران عامل رانده‌شدن ارتفاعات البرز بر روی آبرفت‌های کواترنر تهران و اختلاف ارتفاع ناگهانی میان تهران و بلندی‌های توچال است. گسل شمال تهران از چند قطعه هم‌پوشان تشکیل شده که حرکت امتداد لغز چپ‌گرد دارند. این پهنه گسلی در واقع از یک گسل راندگی اصلی (گسل شمال تهران) و یک پهنه گسلی چپ‌گرد معکوس تشکیل شده که از راستای راندگی شمال تهران پیروی می‌کند. طول این پهنه ۶۲ کیلومتر است و از شرق به غرب از ۷ قطعه به نام‌های گسل نیکنام‌دره، سبو کوچک، سوهانک، سوهانک–محمودیه، دارآباد، سعادت‌آباد، گلاب‌دره–کن، باغ‌اناری، و قطعه ازگیل‌دره تشکیل شده‌است. خطی‌بودن این قطعه گسل‌ها با وجود توپوگرافی متغیر، نشان‌دهنده شیب زیاد سطح و چیرگی مؤلفه امتداد لغز آن‌ها بر مؤلفه شیب‌لغز است.

## لرزه‌خیزی
زمان آخرین حرکت گسل شمال تهران به سبب نداشتن سن دقیق نهشته‌های آبرفتی کواترنر مشخص نیست. این گسل از نوع لرزه‌زا بوده و پاره‌ای از زمین‌لرزه‌های تهران را حاصل حرکت زمین در امتداد این گسل می‌دانند.